# Шурахбил ибн Хасана
Абу Абдуллах Шурахбил ибн Хасана (араб. شُرَحبيل بن حسَنة‎, 572—570 — 639, Амвас) — арабский военачальник. Один из первых обращённых в ислам, близкий сподвижник пророка Мухаммеда и ключевой командир во время Арабского завоевания Сирии и Палестины.

## Биография

### Происхождение
О ранней жизни будущего военачальника известно достаточно мало, в том числе не известно родился ли он в Мекке или где-то ещё в Аравии. Его отцом был Абдуллах ибн Мута ибн Амр, о котором не известно практически ничего. Тем не менее в ранних арабских источниках существуют предположения о том, из какого бану он мог происходить. Например, аль-Аскаляни пишет, что он происходил из северного рода, тесно связанного с Бану Тамим. Другие арабские источники связывают его с Бану Кинда, аздитами, химьяритами или Бану Мадхидж, то есть племенами юга Аравийского полуострова. Согласно востоковеду Яру Перлману, второй вариант является более правдоподобным и логичным. В частности от отмечает, что имя Шурахбил куда более распространёно на юге полуострова. В качестве насаба Шурахбил использовал имя своей матери, Хасаны. Через неё он был связан родством с мекканскими курайшитскими кланами Зухра и Джумма. Сама женщина при этом была по происхождению или эфиопкой, или родом из города Адулис (современная Эритрея), или йеменкой, возможно, химьяриткой. Арабские источники также называют её освобождённой рабыней курайшита Мамара ибн Хабиба, а аль-Багдади и вовсе пишет о том, что она была мачехой Шурахбила, а не матерью. Так или иначе, арабские источники часто противоречат друг другу и достоверных сведений о происхождении и даже настоящих именах родителей Шурахбила нет.

### Ранние годы
Шурахбил стал одним из первых обращённых в ислам. Он подвергался гонениям со стороны мекканских язычников, из-за чего, по словам Ибн Исхака, был вынужден эмигрировать в Эфиопию вместе со сводными или единоутробными братьями Джунадой и Джабиром и их отцом и своим отчимом Суфьяном. После эмиграции пророка Мухаммеда в Медину он также приехал в город (вместе с Джафаром ибн Абу Талибом, сыном Абу Талиба, родным братом Али и кузеном Пророка) и поселился у родственников Суфьяна. Шурахбил знал грамоту, был секретарём Мухаммеда, записывал коранические откровения и тексты различных договоров.
Принимал активное участие в газаватах, устроенных пророком Мухаммедом против отказавшихся обратится в ислам арабов. Незадолго до смерти Мухаммед отправил Шурахбила в Египет в качестве посла. Он смог вернуться в Медину после смерти Пророка. После его кончины Шурахбил продолжал принимать участие в войнах мусульман Праведного халифата, в частности в конфликтах с вероотступниками, где был одним из сподручных Амра ибн аль-Аса и Халида ибн аль-Валида. После победы мусульман при Ямаме, халиф Абу Бакр (правил в 632—634 годах) отправил арабские войска в наступление на византийские Сирию и Палестину.

### Арабское завоевание Леванта
Шурахбил был одним из четырёх командиров арабов (наряду с Халидом, Амром и Язидом ибн Абу Суфьяном, старшим братом Муавии) в этой кампании, возглавив войска, что наступали на Иорданию. С ним было, согласно аль-Балазури и ат-Табари, 7000 воинов. По окончании завоевания Палестины он вместе с Язидом получил пост наместника региона, но в том же 639 году они оба скончались в Амвасе во время эпидемии чумы (кроме них от этой болезни скончалось много сподвижников Мухаммеда). Ему было 67 (согласно Ибн аль-Асиру) или 69 (согласно аль-Балазури) лет.